# Campeonato de Fútbol de Costa Rica 1936
La temporada 1936 de la Liga Nacional fue la 16.ª edición de la máxima categoría del sistema de Ligas costarricenses de fútbol.
Diez años pasaron para que se diera el regreso del Cartaginés en el campeonato de liga luego del incidente de un devastador incendio que acabó con las instalaciones del club a finales de los años 20 y el posterior retiro de sus participaciones. No fue sino hasta 1934 que un grupo de personas intentaron revivir la escuadra blanquiazul y darles la posibilidad de contar con un cuadro de la provincia en la primera división —ya que en 1930 estuvo el Corsarios aunque sin ningún éxito—y es así como los brumosos logran ascender las respectivas divisiones hasta llegar a la Primera en 1936, mediante un acuerdo federativo.

## Sistema de competición
La competición constó de un grupo único integrado por siete clubes. Siguiendo un sistema de liga, los siete equipos se enfrentaron todos contra todos en dos ocasiones sumando un total de 12 jornadas. La clasificación final se estableció con arreglo a los puntos obtenidos por los equipos en cada enfrentamiento, a razón de dos por partido ganado, uno por empatado y ninguno en caso de derrota.
El último de la clasificación descendió automáticamente a la segunda categoría.

## Clubes participantes
Siete equipos tomaron parte de la temporada de la Liga Nacional de Fútbol. El Cartaginés ascendió para esta campaña.
| Equipo              | Ciudad   | Estadio  |
| ------------------- | -------- | -------- |
| Alajuela Junior     | Alajuela | Nacional |
| Alajuelense         | Alajuela | Nacional |
| Cartaginés          | Cartago  | Nacional |
| Gimnástica Española | San José | Nacional |
| Herediano           | Heredia  | Nacional |
| La Libertad         | San José | Nacional |
| Orión               | San José | Nacional |

## Desarrollo
Con la participación de siete equipos, el certamen de 1936 necesitó de una serie adicional para decidir al monarca de la temporada ya que al finalizar la misma el empate en puntos entre los dos cuadros de Cartaginés y La Libertad hizo necesario definir quién sería el campeón en tres contiendas en las cuales cartagos y libertos empataron el primer choque 1-1, el segundo 2-2 y, en el tercero, los blanquiazules lograron hacerse con el título al vencer agónicamente un 1-0.
Las grandes goleadas fueron habituales como los juegos entre el cuadro brumoso y la Gimnástica donde vencieron los primeros por 8-0 o también el partido entre paperos y heredianos en donde los campeones coronados ridiculizaron a los florenses por el escandaloso marcador de 10-3; otros como el Orión también derrotaron a los gimnásticos por 9-2, lo mismo que los florenses que dejaron tendidos a Alajuelense por idéntico marcador.
El campeón defensor Herediano fue la gran decepción del campeonato y acabó en tercer lugar, lejos de la posibilidad de acceder por el bicampeonato.
La escuadra de Cartaginés, de la mano de jugadores como Lorenzo Arias y Armando Calleja, levantó entonces su segundo trofeo del campeonato nacional, haciendo gala de su buen fútbol y pretendieron ser tomados como una nueva fuerza del torneo de liga.

### Clasificación
| Pos. | Equipo                | Pts. | PJ | G | E | P  | GF | GC | Dif. | Notas                 |
| ---- | --------------------- | ---- | -- | - | - | -- | -- | -- | ---- | --------------------- |
| 1    | C. S. Cartaginés      | 18   | 12 | 9 | 0 | 3  | 48 | 15 | +33  | Serie de desempate    |
| 2    | C. S. La Libertad     | 18   | 12 | 9 | 0 | 3  | 41 | 21 | +20  | Serie de desempate    |
| 3    | Orión F. C.           | 14   | 12 | 6 | 2 | 4  | 29 | 24 | +5   |                       |
| 4    | C. S. Herediano       | 13   | 12 | 6 | 1 | 5  | 48 | 33 | +15  |                       |
| 5    | Gimnástica Española   | 12   | 12 | 6 | 0 | 6  | 39 | 50 | −11  |                       |
| 6    | L. D. Alajuelense     | 6    | 12 | 3 | 0 | 9  | 16 | 47 | −31  |                       |
| 7    | C. D. Alajuela Junior | 3    | 12 | 1 | 1 | 10 | 16 | 47 | −31  | Descenso de categoría |

 Fuente: RSSSF
Criterios de clasificación: Puntos · Diferencia de goles · Goles a favor

### Serie final

#### Cartaginés vs. La Libertad
| Juego 1; 20 de diciembre de 1936 | C. S. Cartaginés | 1:1     | C. S. La Libertad       | Estadio Nacional, San José     |                                |
|                                  | - Édgar Pacheco  | Reporte | - Enrique Madriz (a.g.) | Árbitro(s): Miguel Ángel Ortiz | Árbitro(s): Miguel Ángel Ortiz |

| Juego 2; 27 de diciembre de 1936 | C. S. Cartaginés                 | 2:2     | C. S. La Libertad                  | Estadio Nacional, San José     |                                |
|                                  | - Manuel A. Monge - Óscar Flores | Reporte | - Eduardo Rojas - Miguel A. Sancho | Árbitro(s): Miguel Ángel Ortiz | Árbitro(s): Miguel Ángel Ortiz |

| Juego 3; 10 de enero de 1937 | C. S. Cartaginés | 1:0     | C. S. La Libertad | Estadio Nacional, San José     |                                |
|                              | - Wálter Evans   | Reporte |                   | Árbitro(s): Miguel Ángel Ortiz | Árbitro(s): Miguel Ángel Ortiz |

|                                     |
|                                     |
| Campeón C. S. Cartaginés 2.º título |

## Estadísticas

### Plantilla del campeón
La nómina completa de la temporada 1936 del Cartaginés que se proclamó campeón por segunda vez en su historia.
1. Aníbal Madriz
2. Antonio Velazco
3. Armando Calleja
4. Claudio Escoto
5. Dagoberto Cruz
6. Julio Cordero
7. Enrique Madriz
8. Godofredo Cruz
9. Humberto Pacheco
10. José Madriz
11. José Marín
12. Lorenzo Arias
13. Manuel Monge
14. Napoleón Aguilar
15. Nicolás Sterloff
16. Omar Flores
17. Otto Meza
18. Walter Evans
19. Édgar Pacheco

### Otros datos
- Máximo goleador: Emmanuel Amador con 18 goles (C. S. La Libertad)[3]
- Total de goles marcados: 244
- El Alajuela Junior realizó una exitosa gira a Colombia en donde derrotaron en dos ocasiones y empataron en otra frente a la Selección de Trinidad y Tobago (3-1, 1-1 y 4-1) y empataron y cayeron ante el Olímpico de Barranquilla (2-2 y 0-3). Sin embargo, un accidente sufrido por los canarios en 1934 y en donde murió su estrella Rafael Ángel Herra fue demasiado para el equipo que vestía de amarillo y blanco y no pudieron mantenerse en primera. En 1936 descendieron y nunca más regresaron a la liga mayor.